# Bolitoglossa flavimembris
The Yellow-legged mushroomtongue salamander (Bolitoglossa flavimembris) là một loài kỳ giông trong họ Plethodontidae.
Loài này có ở Guatemala và México.
Môi trường sống tự nhiên của chúng là các khu rừng ẩm ướt đất thấp nhiệt đới hoặc cận nhiệt đới.
Nó bị đe dọa do mất môi trường sống.